# Annakirche (Wilanów)

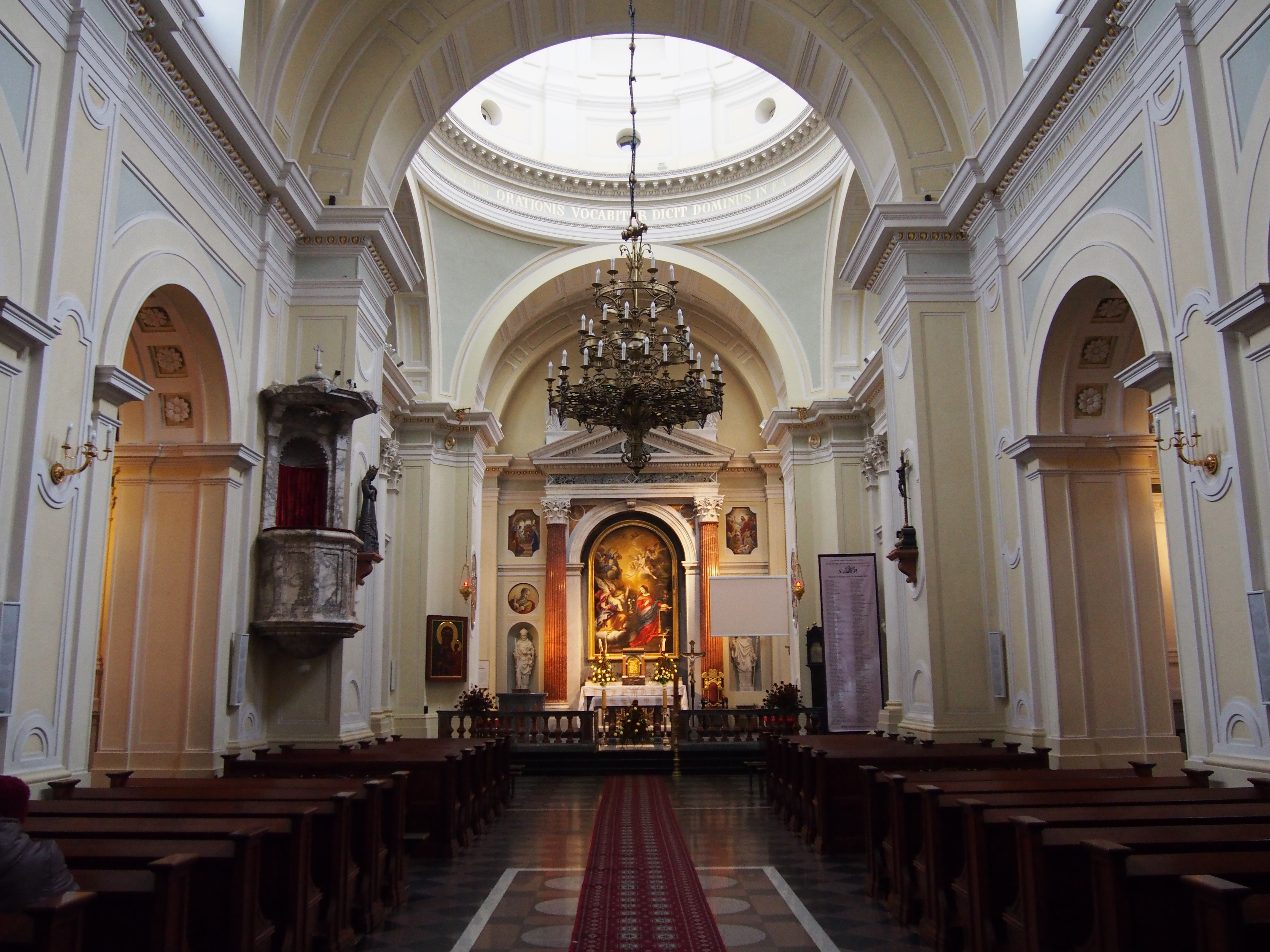
Innenraum

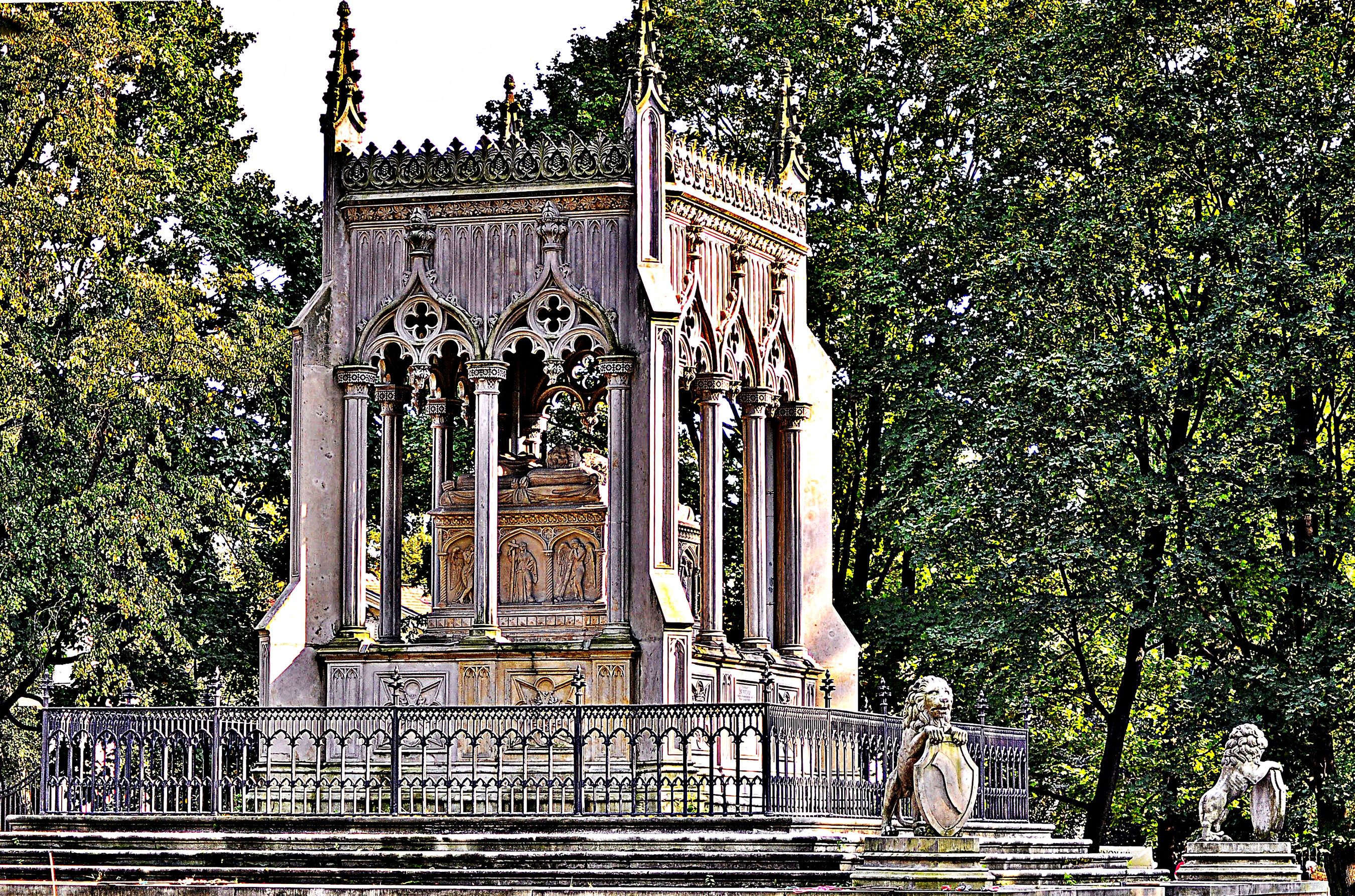
Potocki-Mausoleum

Die katholische Kirche der Heiligen Anna (polnisch kościół św. Anny) im Warschauer Stadtbezirk Wilanów ist eine katholische Pfarrkirche im Park des Wilanów-Palasts, dem südlichen Endpunkt des Warschauer Königswegs.

## Geschichte
Die Kirche wurde 1772 im Stil des Klassizismus auf Initiative von August Aleksander Czartoryski von Jan Kotelnicki erbaut. In der zweiten Hälfte des 19. Jahrhunderts wurde die Kirche von Enrico Marconi, Leonard Marconi und Jan Huss im Stil der Neorenaissance umgebaut. Die Figuren gehen auf den Bildhauer Bolesław Syrewicz und die Fresken auf den Maler Antoni Kolberg zurück. Die Kirche überdauerte den Zweiten Weltkrieg, wurde jedoch von den deutschen Besatzern geplündert. 
In der Nähe der Kirche befindet sich das ebenfalls von Enrico Marconi 1834 entworfene sowie von Jakub Tatarkiewicz und Konstanty Hegel errichtete neugotische Potocki-Mausoleum, in dem Stanisław Kostka Potocki und Aleksandra Potocka bestattet werden sollten. Den Bau des Mausoleums gab ihr Sohn Aleksander Stanisław Potocki in Auftrag.

## Geographische Lage
Die Kirche befindet sich auf dem Warschauer Königsweg im Park des Wilanów-Palast im Warschauer Stadtbezirk Wilanów.